# Phlyctenosis rubra
Phlyctenosis rubra är en skalbaggsart som beskrevs av Reé Michel Quentin och Jean François Villiers 1973. Phlyctenosis rubra ingår i släktet Phlyctenosis och familjen långhorningar.
Artens utbredningsområde är Madagaskar. Inga underarter finns listade i Catalogue of Life.